# Jorge Campos
Jorge Francisco Campos Navarrete (přezdívky El Brody, Chiqui-Campos nebo El Chapulín) (* 15. října 1966 v Acapulcu), je fotbalový trenér a bývalý fotbalový brankář, považovaný za nejlepšího mexického brankáře všech dob. Proslavil se zejména svými divoce laděnými dresy (které si sám navrhoval), díky nímž získal obrovskou popularitu, a také neobvyklou schopností hrát v útoku. Jeho útočné výpady v průběhu utkání fascinovaly fanoušky v Mexiku i ve Spojených státech amerických, kde strávil většinu své kariéry.
Za mexický národní tým odehrál v letech 1991–2003 celkem 130 zápasů.